# Leptopanorpa nematogaster
Leptopanorpa nematogaster är en näbbsländeart som först beskrevs av Maclachlan 1869.  Leptopanorpa nematogaster ingår i släktet Leptopanorpa och familjen skorpionsländor. Inga underarter finns listade i Catalogue of Life.